# Helga Simon i Molas
Helga Simon i Molas (Sant Just Desvern, 26 d'octubre del 1991) és una investigadora en biomedicina i poeta catalana, guanyadora de la 53a edició del Premi Amadeu Oller de poesia per a inèdits amb l'obra A la vora. Va començar a escriure poesia amb 11 anys i ha participat en concursos literaris de Sant Just Desvern. El gener de 2016, va presentar el recital a doble veu Amb els peus descalços juntament amb la pianista Clara Aguilar. Entre els seus referents es troben Mercè Rodoreda, Joan Margarit i Mireia Calafell.
És graduada en Ciències Biomèdiques per la Universitat de Barcelona i investiga el metabolisme de les cèl·lules canceroses.

## Obra

### Poesia
- A la vora (Ed. Galerada, 2017)
- Els llocs, demà (Ed Tremendes, 2024)

## Premis
- 2017: Premi Amadeu Oller per a poetes inèdits per A la vora.